# Iveco Glider
Le Glider est un concept-truck présenté par la marque italienne de camions et de véhicules utilitaires Iveco (anciennement Fiat Camions) au salon des camions et des bus de Hanovre (Allemagne) en septembre 2010. Semblable au Iveco Stralis, il est censé améliorer l’efficacité énergétique et la productivité du fret routier,,.

## Caractéristiques techniques
- Panneaux photovoltaïques
- Nouvel aménagement intérieur
- Système de récupération d’énergie cinétique
- Moteur thermique plus petit
- écran tactile multifonctions (commande de la climatisation/chauffage, GPS, radio FM, télévision à bord, etc.)[2]